# Jarmila Loukotková
Jarmila Loukotková (ur. 14 kwietnia 1923 w Pradze, zm. 29 października 2007 tamże) – czeska pisarka i tłumaczka. Jej ojcem był językoznawca Čestmír Loukotka. Jej własna twórczość koncentrowała się przede wszystkim na antyku, ale pisała także kryminały i książki dla młodzieży.
Studiowała estetykę i filologię francuską na praskim Uniwersytecie Karola (studia ukończyła w 1949 r.). Publicystyką i literaturą zajmowała się od końca lat 40. Publikowała w periodykach takich jak „Svoboda”, „Svobodné slovo” i „Květy”. Napisała sztukę Fialinka (1948) dla Radia Czechosłowackiego. W 1983 roku otrzymała tytuł honorowy zasłużonej artystki (zasloužilá umělkyně).

## Twórczość
- Jasmín, 1940
- Příběhy kaštanu, 1944
- Fialinka, 1948
- Není římského lidu, 1949
- Na život se jen čeká, 1961
- Tajemství Černého lesa, 1965
- Liána smrti, 1968
- Pro koho krev, 1968
- Vstup do ráje zakázán, 1969
- Medúza, 1973
- Dar jitra prvního, 1971
- Odměna, 1975
- Pod maskou smích, 1977
- Doma lidé umírají, 1981
- Žít jednou spolu, 1988
- Lhůta prošla, 1992
- Křik neviditelných pávů, 1997
- Liána smrti, 2000